# Deliceto
Deliceto est une commune italienne de la province de Foggia dans la région des Pouilles. Il y a environ 3 700 habitants.

## Administration
| Période                                  | Période | Identité | Étiquette | Qualité |
| ---------------------------------------- | ------- | -------- | --------- | ------- |
|                                          |         |          |           |         |
| Les données manquantes sont à compléter. |         |          |           |         |

### Communes limitrophes
Accadia, Ascoli Satriano, Bovino, Candela, Castelluccio dei Sauri, Sant'Agata di Puglia